# محوطه نرگیستیگ
محوطه نرگیستیگ مربوط به سده‌های اولیه و میانه دوران‌های تاریخی پس از اسلام است و در شهرستان گرمی، بخش مرکزی، دهستان اجارود مرکزی، روستای خان بلاغی واقع شده و این اثر در تاریخ ۱۸ اسفند ۱۳۸۷ با شمارهٔ ثبت ۲۴۹۳۱ به‌عنوان یکی از آثار ملی ایران به ثبت رسیده است.